# Феофан (Адаменко)
Иеромона́х Феофа́н (в миру Васи́лий Ива́нович Ада́менко; ок. 1885, станица Попутная, Лабинский отдел, Кубанская область — 20 ноября 1937, Карлаг, Карагандинская область) — священнослужитель Русской православной церкви. В 1922—1930 годы — деятель обновленчества, автор переводов богослужебных текстов на литературный русский язык; до революции — епархиальный миссионер.

## Биография

### Молодые годы
Родился в 1885 году на станции Попутная под Армавиром в семье бедного кубанского казака. С малых лет отличался религиозностью. В юности был период бурных исканий смысла жизни.
Окончил одноклассное училище. Уже в юношеском возрасте обращал на себя внимание своим красноречием и желанием свидетельствовать о Христе.
Проповедовал на берегу Кубани, где собиралось много верующих. Ещё в 1908 году загорелся идеей перевода православного богослужения на русский язык, писал даже об этом Иоанну Кронштадтскому, но ответа не получил.
В 1909 году по рекомендации Николая Полянского, священника храма его родной станицы, уехал в Одессу, где поступил на курсы противосектантских миссионеров, одновременно работая книгоношей (торговцем церковной литературой) при епархии и живя на одесском подворье Афонского Андреевского скита.
С 30 марта 1910 года служил псаломщиком церкви Иоанна Милостивого села Ольшанка Елисаветградского уезда. Был миссионером в Ананьеве, затем в Одессе.

### Служение в Екатеринодаре
13 марта 1916 года был рукоположён в сан диакона, служил в Екатеринодаре. Ровно через год был рукоположён в сан священника, служил в Одессе.
В конце июля 1917 года ходатайствовал перед Кубанским епископом о переводе его из Одессы на родину.
В сентябре иерей Василий был назначен епархиальным миссионером-проповедником с местожительством в Екатеринодаре. Во время своих миссионерских поездок по станицам с храмом-вагоном пользовался огромным успехом, порой проповедуя под открытым небом, перед огромной толпой. Имел в своём распоряжении миссионерский вагон с походной церковью. Быстро получил известность как хороший проповедник, старался мирить казаков с «иногородними» (жителями Кубани, не имевшими казачьего статуса).
Во время гражданской войны находился в конфликтных отношениях как с «белой» властью, которую резко обличал за проводимые ими гонения и невнимание к беднякам, так и с «красной».
В 1918—1919 годы просил благословения у Патриарха Тихона на работу над русским переводом богослужения, но тот сказал: «Разрешить не могу, делай на свой страх и риск».

### Аресты и ссылки
В 1919 году, состоя священником Ильинской церкви города Екатеринодара, был арестован и направлен в Нижний Новгород в исправительный дом.
После освобождения некоторое время работал в Сормове, оформлял и выдавал пропуска на железнодорожные билеты.
В Сормове стихийно возникли первые диспуты. Вскоре иерею Василию было предложено выступать на официальных диспутах. Его выступления пользовались громкой славой. Участвовал в диспутах в Москве. Однажды был диспут: докладчик — Луначарский, оппонент — Введенский.
11 декабря 1920 года снова арестован в Екатеринодаре, где после отступления «белых» продолжал служить и вести миссионерскую деятельность, и решением КубчерЧК направлен в Ростов-на-Дону. Горожане неоднократно направляли прошение предревкому Кубчерревкома с просьбой об освобождении священника под их поручительство. 22 апреля 1921 года осуждён ПП ВЧК на Кавказе к 3 годам высылки. Направлен в Центральные губернии России, город Цярка (Цярку?)

### В обновленческом расколе
Желание проводить богослужения на русском языке способствовало его уклонению в 1922 году в обновленческий раскол. С того же времени служил в Ильинском храме в Нижнем Новгороде. Его жена, не выдержав аскетического уклада жизни мужа, ушла, забрав детей, а их было шестеро (дети тоже порвали с отцом).
В Ильинском храме, где он служил, были сделаны следующие нововведения: богослужение на русском языке, общая исповедь (для часто исповедующихся), частое причащение, соборование каждый пост. Служба была ежедневной, утром и вечером, часты были ночные службы. Вся литургия служилась при открытых дверях, все священнические молитвы он произносил вслух. Хора не было, практиковалось общее пение. Священник поощрял частое причащение, привлёк в храм много молодых людей, составивших церковную общину.
В книге игумена Дамаскина (Орловского) «Мученики, исповедники и подвижники благочестия Российской Православной Церкви XX столетия» (Т. 1. Тверь, 1992) приводится следующая характеристика его деятельности:

В храме у о. Василия все было подчинено строгому благочестию, в алтаре были запрещены все разговоры, из алтаря и ризницы убраны все зеркала, которых он не только в храме, но и в доме не держал. Он был очень нестяжателен и не брал за требы денег. Его духовные чада строго постились в установленные церковным уставом дни, и часто он благословлял кого-нибудь из молодёжи проповедовать в храме.

При храме была развёрнута деятельность по переводу богослужебных текстов на русский язык. Переводы осуществлялись самим Василием, членами общины и лицами, не принадлежащими общине. Переписка, перепечатка, редакционная и издательская работы осуществлялись членами общины. Печатали в тюремной типографии. Члены общины вели корректорскую работу и иногда участвовали в наборе текста. В Нижнем Новгороде были изданы «Служебник на русском языке» (1924), содержащий, в частности, чинопоследования трех литургий, «Порядок всенощного богослужения на русском языке» (1925), Требник, «Сборник церковных служб, песнопений главнейших праздников и частных молитвословий Православной Церкви на русском языке» (1926; переиздано в Париже издательством ИМКА-Пресс, 1989). Кроме того, значительная часть текстов осталась в рукописях: переводы большого числа служб (почти целиком была переведена Служебная Минея с апреля по июнь), акафистов, последований архиерейского богослужения. Местонахождение этих переводов неизвестно. Особенностью переводов Василия Адаменко являлось то, что он знал и активно использовал опыт предшественников. Его переводческая деятельность, получившая одобрение специалиста по литургике профессора Михаила Скабаллановича, была, пожалуй, единственной в обновленческом стане, действительно заслуживающим внимания переводческим опытом.
Биографы иеромонаха Феофана подчёркивают, что его принадлежность к обновленческому движению была формальной и он, по мере возможности, дистанцировался от обновленческих лидеров. Документы показывают, что это не так: иеромонах Феофан принимал участие в официальных обновленческих мероприятиях. Община Василия Адаменко вместе с тем не была удовлетворена результатами обновленческого предсоборного совещания, поэтому, формально принадлежа к обновленческому синоду, посылает делегата на съезд Союза церковного возрождения, который ранее отделился от обновленческого Синода. На этом съезде зачитывается обращение нижегородской общины, адресованное патриарху Тихону, митрополиту Евдокиму (Мещерскому) и епископу Антонину (Грановскому), где говорится: «Дайте нам на родном наречии общественную и частную молитву и богослужение, разумность и осмысленность в пении и чтении, чтобы одними устами и одним сердцем мы прославляли и воспевали всечтимое и великолепое имя Отца, Сына и Св. Духа—Бога». В октябре 1925 года принял активное участие в дискуссии о языке в работе второго обновленческого «Поместного Собора», выступает с речью в защиту реформ церковной жизни и, в частности, о введении в практику богослужения русского языка, как самую полезную меру для возвращения в лоно церкви православной отступников, сектантов и неверующих.
С 16 апреля 1926 года являлся членом центрального миссионерского совета при Всероссийском обновленческом синоде.
В феврале 1927 года был участником первого Всесоюзного Миссионерского совещания в Москве, где был избран членом центрального миссионерского совета. Произнёс речь «Сектантство и борьба с ним», которая была опубликована в Вестнике Священного Синода Православной Российской Церкви, N 7-8, 1927 году.
Был избран членом нижегородского обновленческого епархиального управления. 12 июня 1930 года избран членом и секретарём Нижегородского краевого митрополитанского церковного управления. 10 декабря 1930 года награждён палицей.
Работа Василия Адаменко без энтузиазма встречалась обновленческими лидерами. Обновленческий архиепископ Михаил (Попов) в рецензии на Адаменко 1924 года резко критикует автора за осуществлённые им переводы. Митрополит Александр Введенский, приехав в Нижний Новгород, всячески льстил иерею Василию, но, вернувшись в Москву, заявил «Хватит нам этой эндэковщины и адамовщины». (Священник Александр Эндэка служил в храме на Лубянской площади и принадлежал к немногочисленным «идейным» обновленцам) и лидер обновленцев пытался добиться ликвидации общины.

### Возвращение в Патриаршую Церковь
В 1931 году принёс покаяние и принят Заместителем Патриаршего Местоблюстителя митрополитом Нижегородским Сергием (Страгородским) в Патриаршую Церковь. По видимому именно тогда принимает монашество с именем Феофан.
26 января 1935 года Заместителем Патриаршего Местоблюстителя митрополитом Сергием (Страгородским) была подписана справка

Настоящая выдана священнику Вас. Адаменко (ныне иеромонаху Феофану) в том, что, на основании определения Патриархии от 10 апреля 1930 г. за № 39, мною дано Ильинской общине г. Н-Новгорода (бывшей в руководстве у о. Адаменко) благословение совершать Богослужение на русском языке, «но с тем непременным условием, чтобы употребляемый у них текст богослужения был только переводом принятого нашей Православной Церковию богослужебного славянского текста без всяких произвольных вставок и изменений» (резолюция от 24 января 1932 г. п.2).
Сверх того, дано благословение на некоторые, ставшие для них привычными, особенности богослужения, как-то отверстие царских врат, чтение Св. Писания лицом к народу (как в греческой церкви) и, «в виде исключения, чтение тайных молитв во всеуслышание» (п. З).
Руководствуясь примером покойного Святейшего Патриарха, я не нахожу препятствий к тому, чтобы Преосвященные Епархиальные Архиереи, если найдут полезным, разрешали иеромонаху Феофану (или другим) то же самое и каждый в своей епархии.

Данное решение митрополита Сергия было принято в соответствии с решениями Поместного собора 1917-1918 годов о том, что «заявление какого-либо прихода о желании слушать богослужение на общерусском или малороссийском языке в меру возможности подлежит удовлетворению по одобрении перевода церковной властью». Данный прецедент используется сторонниками перевода богослужения на русский язык в качестве аргумента в пользу принципиальной возможности русификации литургии и других богослужебных текстов.

### Аресты, лагеря, гибель
9 декабря 1931 года был арестован и до 1934 года, находился в заключении в Красно-Вишерских лагерях. В связи с арестом протоиерея Василия на в храме св. пророка Илии в Нижнем Новгороде, где он был настоятелем, возникли нестроения. 23 января обновленческое Нижегородское ВЦУ сообщало о беспорядках в общине Нижегородского Ильинского храма в связи с арестом протоиерея Адаменко, «выявивших совершенно нездоровые, в духе автокефализма и даже прямого сектантства, уклоны исполнительного органа Ильинской общины, под влиянием главным образом В. И. Абаимова». В связи с этим обновленческий митрополит Нижегородский Иоанн (Миртов) предлагал исключить из числа обновленческой ориентации Приходской Совет церкви, а В. Абаимова исключить из числа членов епархиального управления и Новгородского митрополитанского церковного управления. 28 марта 1932 года Нижегородское обновленческое епархиальное управление сообщило в обновленческий Синод, «что Ильинский храм в Нижнем Новгороде 28 февраля с. г. передан обновленческой группе той же Ильинской Общины и с ходатайством утвердить названный храм кафедральным собором и разрешить совершение служб на русском языке, согласно желанию обновленческой группы, взявшей Ильинский храм».
В том же году обновленческий синод, рассмотрев прошение Пятигорского епархиального управления о разрешении использовать русский язык при богослужении, констатировало: «Синод должен констатировать, что до сих пор, к сожалению, не имеется удовлетворительного перевода Богослужения, особенно литургии, на русский язык. Обычно употребляющиеся переводы (Антонина Грановского, В. Адаменко, Жукова) страдают многими существенными недостатками, из коих самым главным является то обстоятельство, что они представляют собой не перевод, но переложение канонизированного текста Божественной Литургии. В частности, перевод В. Адаменко содержит в себе многие произвольные дополнения, не согласные даже с духом православного обновленчества (ектения об оглашенных, каковую лучше совсем опустить, чем предлагать в переводе В. Адаменко и др.)».
Служившие вместе с иеромонахом Феофаном священник Василий Абоимов и диакон Иоанн Фролов были направлены в село Пахотный Усад, где с благословения митрополита Сергия служили на русском языке. Вскоре о. Василий Абоимов был арестован.
2 июля 1934 года освобождён досрочно. получил прописку во Владимире, но жил в Нижнем Новгороде. Весной 1935 года он был вновь арестован, новый срок отбывал в Карагандинских лагерях, где участвовал в тайных богослужениях. По свидетельству В. М. Воиновой, после ареста Василия Адаменко митрополит Сергий пытался навести справки о его судьбе.
В лагере был в последний раз арестован и 14 ноября 1937 приговорён к расстрелу по одному делу с архиепископом Сергием (Зверевым). 20 ноября был расстрелян.

## Память и наследие
27 октября 1943 года незадолго до этого избранный Патриархом всея Руси Сергий (Страгородский) направил в Совет по делам православной церкви при Совете Народных Комиссаров СССР ходатайство об амнистии ряда заключённых священнослужителей, которых он «желал привлечь к церковной работе». В приложенном к ходатайству списке значились фамилии 25 архиереев и священника Феофана (Адаменко). К тому времени из всего списка в живых оставался лишь епископ Николай (Могилевский), а остальные были уже расстреляны или погибли в лагерях.
После смерти патриарха Сергия Московская патриархия достаточно терпимо относилась к переводам свящ. Василия Адаменко. По свидетельству Е. А. Карманова, в 50-е годы в Издательском отделе Московской Патриархии имелось значительное количество изданных переводов Адаменко. В продажу эти переводы не поступали, но распространялись среди сотрудников.
В 1990-е годы о переводах иеромонаха Феофана (Адаменко) вспомнили, часть из была переиздана. Интерес вызывала и сама личность иеромонаха Феофана (Адаменко), ставился вопрос о его канонизации, чего не произошло, но, тем не менее в ряде публикаций он именуется священномучеником.
В июле 2008 года паломники из Москвы побывали в Пахотном Усаде и встретили двух старушек, которые помнили священника Василия Адаменко. Благодаря местным жителям сельский храм выстоял в годы советской власти, но позже сгорел из-за неполадок с электричеством.
В 2010 году в Москве Обществом любителей церковной истории был переиздан «Требник» в переводе свящ. Василия Адаменко.

## Публикации
- Служебник на русском языке. (Перевод). — Нижний Новгород. 1924
- Порядок всенощного богослужения на русском языке. (Перевод). — Нижний Новгород. 1925
- Сборник церковных служб, песнопений главнейших праздников и частных молитвословий Православной Церкви на русском языке. (Перевод). — Нижний Новгород. 1926
- «Что делать?» (О неотложных реформах в богослужебной практике Русской Православной Церкви). — Самара: Церковная Жизнь. 1927
- Требник: молитвослов для совершения священнодействий православной церкви на русском языке / свящ. Василий Адаменко. — Н.-Новгород : [б. и.], 1927. — [1], 308 с.
- О доступности церковной службы // Вестник РХД. — 1988. — № 154. — С. 5-12.
- Сборник суточных церковных служб, песнопений главнейших праздников и частных молитвословий православной церкви: на русском языке / сост., пер. свящ. В. Адаменко. — Paris : YMCA-PRESS, 1989. — 461 с.
- Дело № 1879. Адаменко Василий Иванович [Ксерокопия] : архивные материалы / Управление КГБ при Совете министров СССР по Горьковской области. — Н. Новгород : [б. и.], 1931—1989.
- Требник: молитвослов для совершения священнодействий православной церкви. На русском языке / В переводе свящ. Василия Адаменко. — М. : [б. и.], 2010. — 358 с. Предисл. свящ. Ильи Соловьева